# 美杜莎號鐵殼明輪砲艇
美杜莎號鐵殼明輪砲艇（H.C. steamer Medusa）是英國東印度公司的一艘鐵殼明輪船。它於1840年下水，曾參與第一次鴉片戰爭與第二次英緬戰爭。1853年12月9日，它在孟加拉海岸失事沈沒。

## 建造
1838年，英國政府的印度事務局與東印度公司董事會共同決定大規模擴張公司的輪船隊，向泰晤士河畔的造船廠訂購了三艘新的木殼明輪船，即塞索斯特利斯號、皇后號和克萊奧帕特拉號，1839年1月購買了一艘兩年新的愛爾蘭貨輪基爾肯尼號，並更名為芝諾比亞號。董事會不知道的是，印度事務局主席約翰·霍布豪斯在1838年還下令公司的秘密委員會秘密安排另造六艘鐵殼明輪砲艇，其活動的龍骨能往下伸展，增加吃水，使其既適合內河航行又適合海上航行。其中本艇與阿里阿德涅號是同級，
美杜莎號與英國海軍同時期（1838-1872年）服役的一艘木殼明輪郵輪同名。本船採取分段建造的方式，各段於1839年12月在約翰·萊爾德父子公司的伯肯黑德鋼鐵廠（Birkenhead Iron Works）完成，運往孟買組裝後於次年下水。容積總噸432噸，垂標間距139英尺（42.4米），艦寬26英尺（7.92米），由一具70匹額定馬力的蒸汽機推動明輪，也可使用風帆。

## 艦歷
英國皇家海軍的哈里·休伊特（Harry H. Hewitt）上尉是本艇首任艇長，第一次鴉片戰爭結束時他仍是艇長。
1853年12月9日，本艦在孟加拉海岸失事沈沒。

## 榮譽及紀念
本艇有11名軍官、17名普通艇員、5名海軍陸戰隊員、19名東印度水手（總計52人）獲得1842年中國戰爭勳章。

## 引用
1. 1 2  Marshall（2015年），第12-13页
2. ↑  Colledge & Warlow（2021年）
3. 1 2  . www.navypedia.org.   [2022-11-10]. （原始内容存档于2022-11-11）.
4. ↑  Marshall（2015年），第131页
5. ↑  Bernard & Hall（1844年），第512页
6. ↑  . （原始内容存档于2014-06-23）.